# Атанас Агура
Вижте пояснителната страница за други личности с името Агура.
Атанас Агура е български архитект.

## Биография
Роден е на 25 януари 1926 г. в София, Царство България. Потомък е на бесарабския български род Агура, произхождащ от шуменския край. Син е на инж. Димитър Агура, първият председател на Инженерно-архитектурната камара.
Като дете обича да рисува. През 1957 г. се дипломира в катедра „Градоустройство“ на Държавната политехника. През 1969 г. става главен архитект на София. През 1978 г. преустроява софийската Градска градина. Автор е на околното пространство на Националния дворец на културата. Работи с арх. Никола Николов по курортния комплекс „Слънчев бряг“. Проектира различни обществени сгради. Работи по градоустройствени планове на български градове. Негово дело са пешеходни пространства в София, Шумен, Търговище и централни градски части или устройствени планове на Благоевград, Бургас, Велико Търново, Пазарджик и София. В своята работа се стреми към запазване на историята и традициите.
Освен с архитектура, Атанас Агура се занимава с автомобилизъм. От 1961 до 1969 г. участва в автомобилни състезания, през по-голямата част от този период с брат си Константин. Редовно се състезава в Обиколката на България, откъдето има републикански титли. Записва участия в международни състезания, включително валидни за европейския шампионат. Записва стартове за Балканския шампионат. Победител е в класа си от състезанието „София-Синая“. Два пъти се състезава в рали „Донау Кастрол“. През 1969 г. стартира, но не завършва в рали „Монте Карло“. През годините негови партньори са Йордан Топлодолски, Константин Агура, Атанас Тасков, Борис Грозев и Илия Чубриков. През 1964 г. е обявен за майстор на спорта по автомобилизъм. Бил е член на Управителния съвет на Съюза на българските автомобилисти.
През 2001 г. е обявен за почетен гражданин на София.